# Lobulomyces poculatus
Lobulomyces poculatus är en svampart som först beskrevs av Willoughby & Townley, och fick sitt nu gällande namn av D.R. Simmons 2009. Lobulomyces poculatus ingår i släktet Lobulomyces och familjen Lobulomycetaceae.   Inga underarter finns listade i Catalogue of Life.